# 贝泽纳克
贝泽纳克（法語：Bézenac）是法国多尔多涅省的一个市镇，属于萨拉拉卡内达区（Sarlat-la-Canéda）圣西普里安县（Saint-Cyprien）。该市镇总面积4.16平方公里，2009年时的人口为131人。

## 人口
贝泽纳克人口变化图示